# Instituto de Medicina Tropical de São Paulo
O Instituto de Medicina Tropical de São Paulo (IMTSP) é um instituto especializado da Universidade de São Paulo destinado à pesquisa básica e laboratorial na área de moléstias tropicais.

## Histórico
Fundado em 1959 pelo Prof. Dr. Carlos da Silva Lacaz, o IMTSP foi durante muitos anos um órgão complementar da Faculdade de Medicina da USP. No ano de 2000, em reconhecimento ao nível de excelência e prestígio por ele atingido, foi transformado em unidade especializada, gozando de total autonomia administrativa interna.

## Missão
Os principais objetivos do IMTSP são:
- Realizar investigação e pesquisas na área da saúde relacionada às doenças tropicais
- Realizar e ministrar ensino universitário (graduação e pós-graduação) relacionado a sua área de atuação
- Promover serviços de extensão universitária e de assistência à comunidade em assuntos realcionados as doenças tropicais e a saúde internacional
- Elaborar e realizar a divulgação de avanços recentes na área de doenças tropicais e saúde internacional mediante publicações, jornadas científicas, simpósios, exposições e eventos correlatos.
- Promover e mater intercâmbio técnico e científico com instituições nacionais e estrangeiras em assuntos relacionados à sua área de atuação.
- Interagir com as demais unidades da USP, em particular com a Faculdade de Medicina, nas áreas de ensino e pesquisa relacionados às doenças tropicais.

## Estrutura
Atualmente o IMTSP-USP dispõe de laboratórios e pessoal especializado para a realização de pesquisa e ensino nas áreas relacionadas às doenças tropicais, a saber:
- Protozoologia
- Virologia
- Hematologia
- Malária
- Esterilização
- Micologia
- Imunologia e Imunopatologia
- Bacteriologia e Parasitologia
- Dermatologia
- Hepatologia e Helmintologia
- Soroepidemiologia e Biologia Celular

Além disso, também dispõe de biblioteca especializada, biotério e recursos computacionais. Conta ainda com cerca de vinte pesquisadores e mais de uma centena de estudantes de pós-graduação, assim como estagiários e graduandos da FMUSP.

## Localização
O IMT está localizado na região central da Cidade de São Paulo, no que é conhecido como o quadrilátero da saúde, local onde se encontram instalados o Hospital das Clínicas de São Paulo, a Faculdade de Medicina, a Escola de Enfermagem, a Faculdade de Saúde Pública, todos da USP. Também encontram-se sediados ali o Instituto Adolfo Lutz, o Instituto Médico-Legal, o Instituto de Infectologia Emílio Ribas e a Secretaria da Saúde do estado de São Paulo.